# Muhammed Sanneh
Muhammed Sanneh (* 19. února 2000 Serekunda) je gambijský profesionální fotbalista, který hraje na pozici pravého obránce za český klub FC Baník Ostrava a za gambijský národní tým.

## Klubová kariéra
Dne 2. února 2019 Sanneh opustil rodnou Gambii a podepsal profesionální smlouvu s estonským klubem Paide Linnameeskond. V prosinci 2020 byl za své výkony v sezóně 2020 jmenován do nejlepší jedenáctky sezóny estonské nejvyšší soutěže.
V lednu 2021 odešel Sanneh na půlroční hostování s opcí do českého Baníku Ostrava. V dresu Baníku debutoval 16. dubna 2021 při ligové remíze 1:1 s Bohemians 1905. O jeden den později Baník aktivoval opci na trvalý přestup. Sanneh se během jara dělil o pozici pravého obránce s Janem Juroškou, nastoupil do pěti ligových zápasů a pohárových utkání se Spartou a Třincem.
Podzimní část sezóny 20221/22 strávil Sanneh v ostravském třetiligovém B-týmu a v lednu 2022 zamířil na půlroční hostování do slovenského klubu FK Pohronie.
Na začátku sezóny 2022/23 se Sanneh prosadil do základní sestavy Baníku, v září ale o místo v sestavě přišel a na pravém kraji obrany hrál angolský reprezentant Gigli Ndefe. Na jaře 2023 se, po odchodu Ndefeho do Liberce, dostal zpátky do sestavy. V ní ale odehrál jen tři ligová střetnutí a ve zbytku ročníku se stal pravým obráncem číslo jedna Jan Juroška.
V srpnu 2023 odešel Sanneh na další hostování, tentokráte do druholigové Vlašimi.

## Reprezentační kariéra
V červnu 2020 byl Sanneh poprvé povolán do gambijské reprezentace. Svůj reprezentační debut si odbyl 8. června 2021 v přátelském utkání proti Togu (výhra 1:0).
V lednu 2024 byl Sanneh nominován na závěrečný turnaj Africký pohár národů. Při cestě do Pobřeží slonoviny se letadlo fotbalistů Gambie muselo jen několik minut po vzletu otočit a vrátit na letiště do Banjulu. Gambijský fotbalový svaz uvedl, že ve stroji oficiálního dopravce šampionátu Air Cote d'Ivoire nastal pokles tlaku a kyslíku v kabině.